# Emma Forsayth
Emma Forsayth, född Emma Eliza Coe 26 september 1850 i Apia, död 1913 i Europa, var en samoansk affärskvinna och plantageägare, känd som "drottning Emma av Nya Guinea", Emma Forsayth, Emma Farrell och Emma Kolbe.

## Biografi

### Samoa
Emma Coe var dotter till Jonas Myndersse Coe, en amerikansk ämbetsman på Amerikanska Samoa, och den samoanska prinsessan Joana Talelatale, en medlem av Malietoadynastin och Molistammen. Genom sin mor räknades Emma som prinsessa på Samoa. Hon gifte sig 1869 med sjömannen James Forsayth från Skottland och ägnade sig därefter åt ett import- och exportföretag på Samoa. 
Emma ägnade sig åt politisk aktivism tillsammans med sin far, och förlorade den lokala befolkningens stöd efter att hennes far förvisades 1876. Vid samma tidpunkt försvann hennes make på havet, även om hans död aldrig bekräftades.

### Farrell
Emma lämnade Samoa år 1878 tillsammans med sin australiensiska älskare kapten James Farrell, som bedrev handel med Duke of York-öarna.
År 1881 organiserade Emma och Farrell en räddningsexpedition för offren för Marquis De Rays tredje expedition. 500 franska kolonister hade på De Rays löften gett sig av för att kolonisera Nya Irland, men strandsatts som i det närmaste skeppsbrutna medan De Rays inför pressen i Paris framställde expeditionen som en framgång. Emma och Farrell hjälpte kolonisterna till Australien och De Rays dömdes i Paris för bedrägeri.

### New Britain
1881 lät Emma med hjälp av sin danska svåger Richard Parkinson köpa upp mark från hövdingarna på New Britain, där hon grundade och drev kokosnötsplantager. Farrell gjorde henne inte sällskap utan fortsatte med sin verksamhet. Hon blev mycket framgångsrik och respekterad som plantageägare, blev känd för de fester hon ordnade med sina syskonbarn och kallades för Nya Guineas drottning. Under 1880- och 90-talen uppskattas hon ha tjänat mer än någon annan företagare i regionen och ådrog sig avund från områdets tyska kolonister. Hon gifte om sig med tysken Paul Kolbe, men paret separerade senare.
Under 1907 förekom mer och mer spänningar bland britter och tyskar i kolonierna och Europa, något som 1909 fick henne att sälja av sin plantageverksamhet till Heinrich Walen 1909. Hon bosatte sig sedan i Sydney. Emma avled slutligen i Europa vid sidan av sin make Paul Kolbe.  

## Eftermäle
Emma Forsayth spelades av Barbara Carrera TV:serien Emma: Queen of the South Seas av John Banas för Australiensiska Network 10 från 1988: den visades i Sverige som Emma - Söderhavets drottning. Hon är också en av karaktärerna i romanen Imperium av Christian Kracht från 2012.